# Gare de Saint-Pierre-Quiberon
Pour les articles homonymes, voir Gare de Saint-Pierre.
La gare de Saint-Pierre-Quiberon est une gare ferroviaire française de la ligne d'Auray à Quiberon, située sur le territoire de la commune de Saint-Pierre-Quiberon, dans le département du Morbihan en région Bretagne.
Elle est mise en service en 1882 par la Compagnie du chemin de fer de Paris à Orléans (PO). 
C'est une halte voyageurs de la Société nationale des chemins de fer français (SNCF) desservie, uniquement pendant la saison d'été, par le « Tire-Bouchon » qui est un train TER Bretagne. Désaffecté le bâtiment est devenu une propriété de la commune qui y installe en saison un office du tourisme pour l'accueil des voyageurs et la vente de titres de transport spécifiques « Tire-bouchon ».

## Situation ferroviaire
Établie à 16 mètres d'altitude, la gare de Saint-Pierre-Quiberon est située au point kilométrique (PK) 607,867 de la ligne d'Auray à Quiberon, entre les gares de Kerhostin et de Quiberon.
Ancienne gare d'évitement, elle dispose d'une plateforme pour deux voies et deux quais mais devenue une halte de passage elle ne dispose plus que de la voie unique de la ligne qui dessert le quai situé contre l'ancien bâtiment voyageurs. 

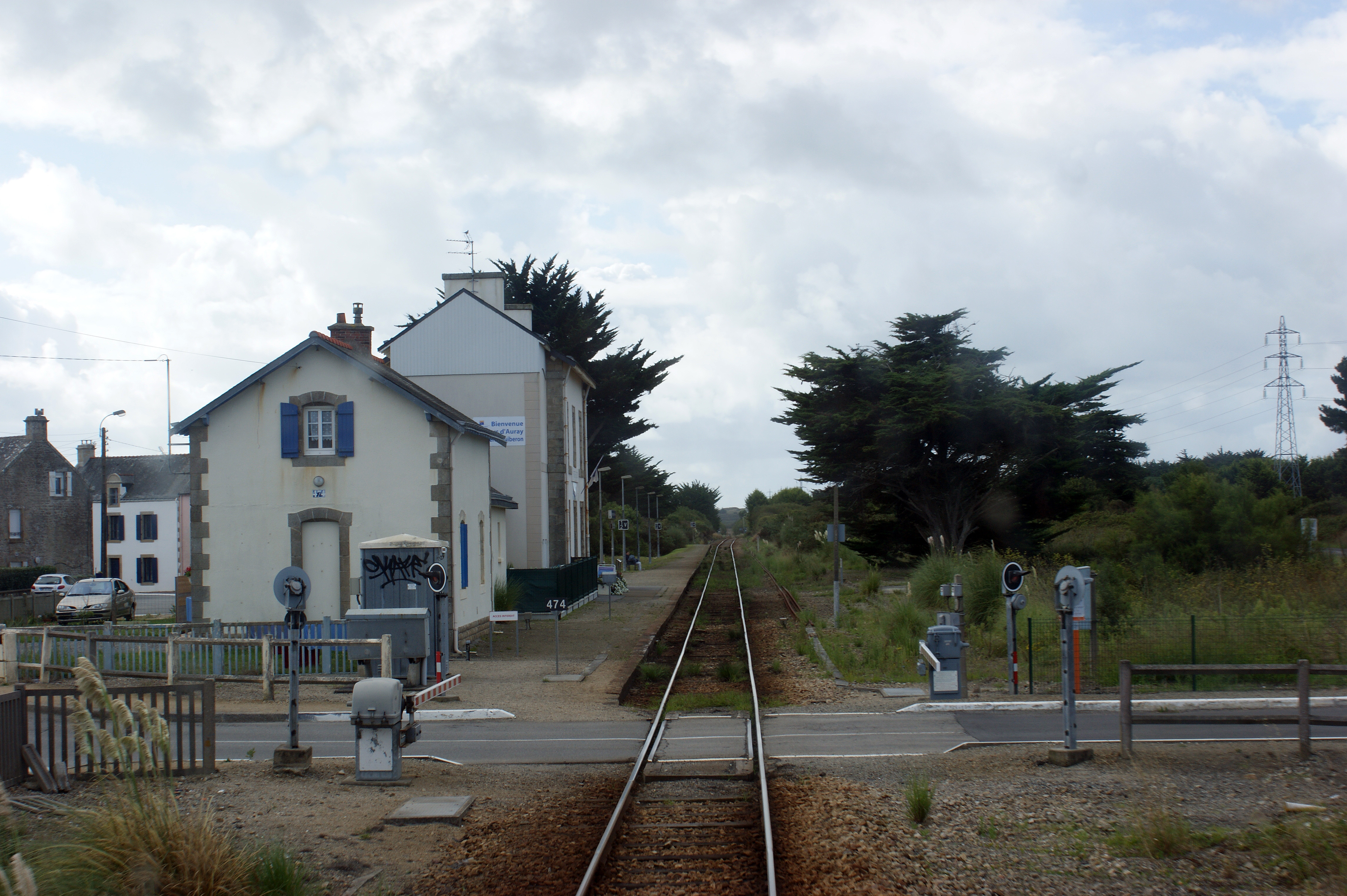
Arrivée en gare vue de la cabine du Tire-bouchon.

## Histoire
La gare de Saint-Pierre-Quiberon est mise en service le 24 juillet 1882 par la Compagnie du chemin de fer de Paris à Orléans (PO), lorsqu'elle ouvre à l'exploitation la ligne d'Auray à Quiberon, embranchement de sa ligne de Savenay à Landerneau. Le bâtiment voyageurs, construit par l'État comme la ligne a accueilli la foule pour le passage du train inaugural la veille, le 23 juillet.
En 1912, la Compagnie du PO fournit au Conseil général un tableau des « recettes au départ » de ses gares du département, la gare de Saint-Pierre-Quiberon totalise 39 055 francs, ce qui la situe à la 19e place sur les 30 gares ou stations.
Lors de la Première Guerre mondiale l'armée installe un embranchement pour desservir le champ de tir des pièces d'artillerie à l'essais, situé au sud de la gare. Les limites de l'espace de tir sont matérialisées par les îles de Belle-Île et de Groix et la pointe de Gâvres.
La gare est fermée au trafic des voyageurs le 6 mars 1972 lors de l'arrêt du service omnibus sur la ligne. Devenue un point d'arrêt non géré saisonnier dans les années 1980, son bâtiment retrouve une activité ferroviaire dans les années 2000 lorsque la commune y installe un office du tourisme saisonnier pour accueillir les voyageurs et vendre des titres de transport spécifiques au « Tire-bouchon ».

## Service des voyageurs

### Accueil
Halte SNCF, elle dispose néanmoins d'un espace d'accueil et de vente située dans la salle du rez-de-chaussée de l'ancien bâtiment voyageurs. Elle est ouverte pendant la saison par l'office du tourisme de la commune qui y vend des titres de transport « Tire bouchon ».

### Desserte
Saint-Pierre-Quiberon est desservie par un train TER Bretagne dénommé « Tire-Bouchon », uniquement pendant la période estivale, à raison de plusieurs trains par jour pendant les mois de juillet et août et quelques week-end en juin et septembre.

### Intermodalité
Un parc pour les vélos et un parking pour les véhicules y sont aménagés. Un arrêt de bus dessert la gare pendant la saison.

## Patrimoine ferroviaire
Désaffecté du service ferroviaire, l'ancien bâtiment voyageurs a été acheté par la municipalité en 1997. Il a été restauré et réaménagé en logements sociaux à l'étage et en salle de réunion pour les associations de la commune au rez-de-chaussée.

## Galerie de photographies

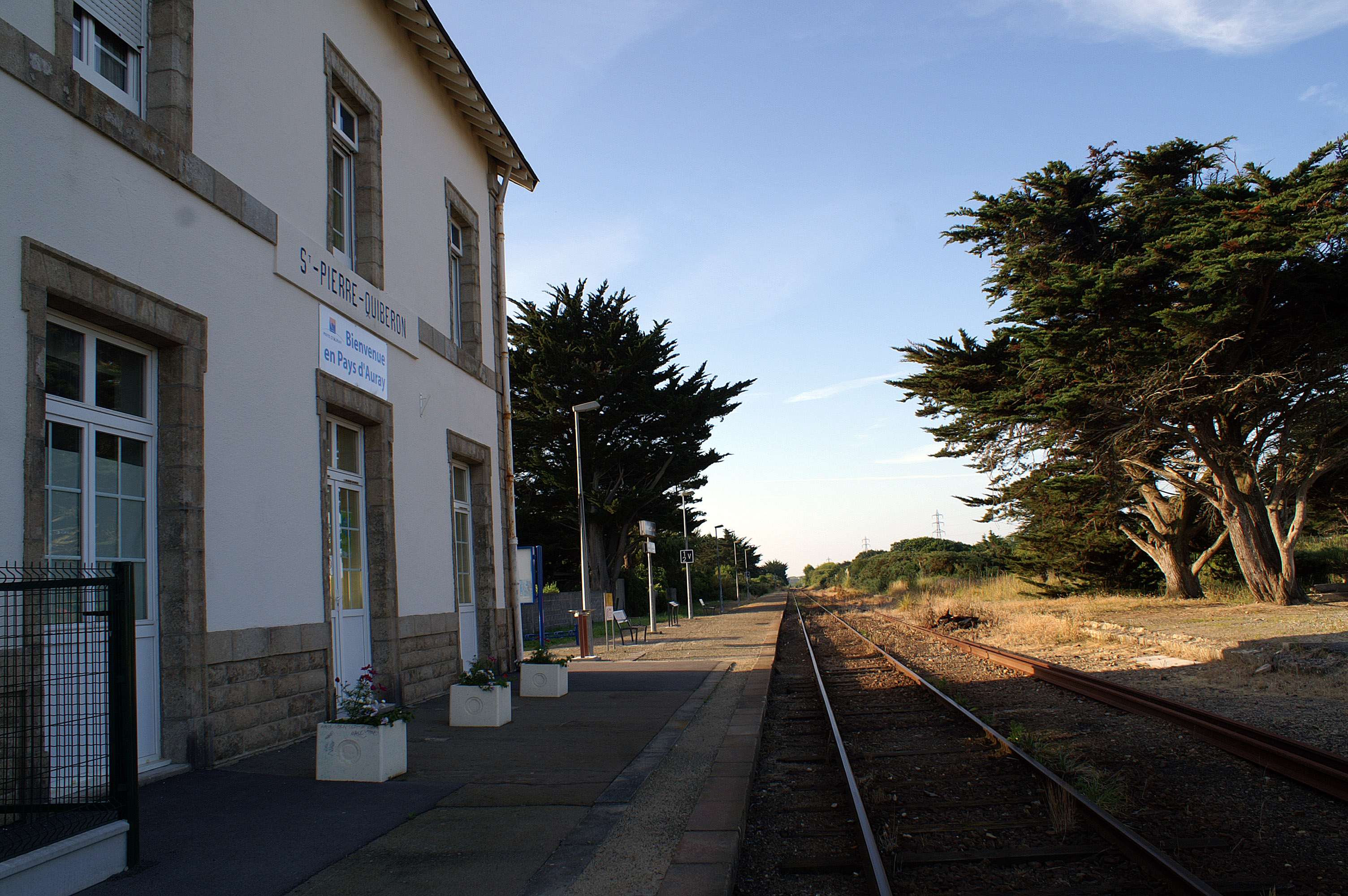
Quai et voie.
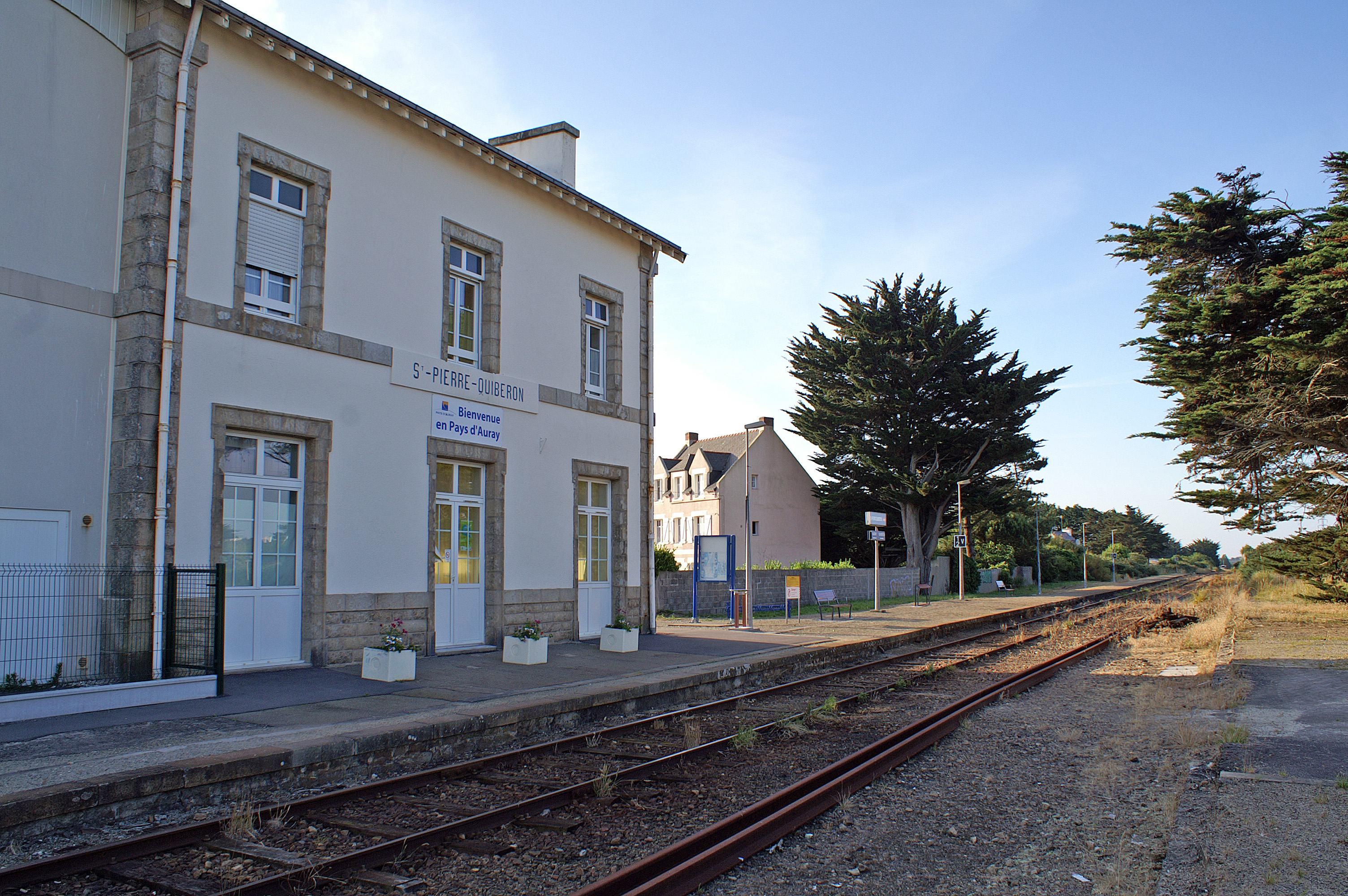
Plateforme pour deux voies et deuxième quai.
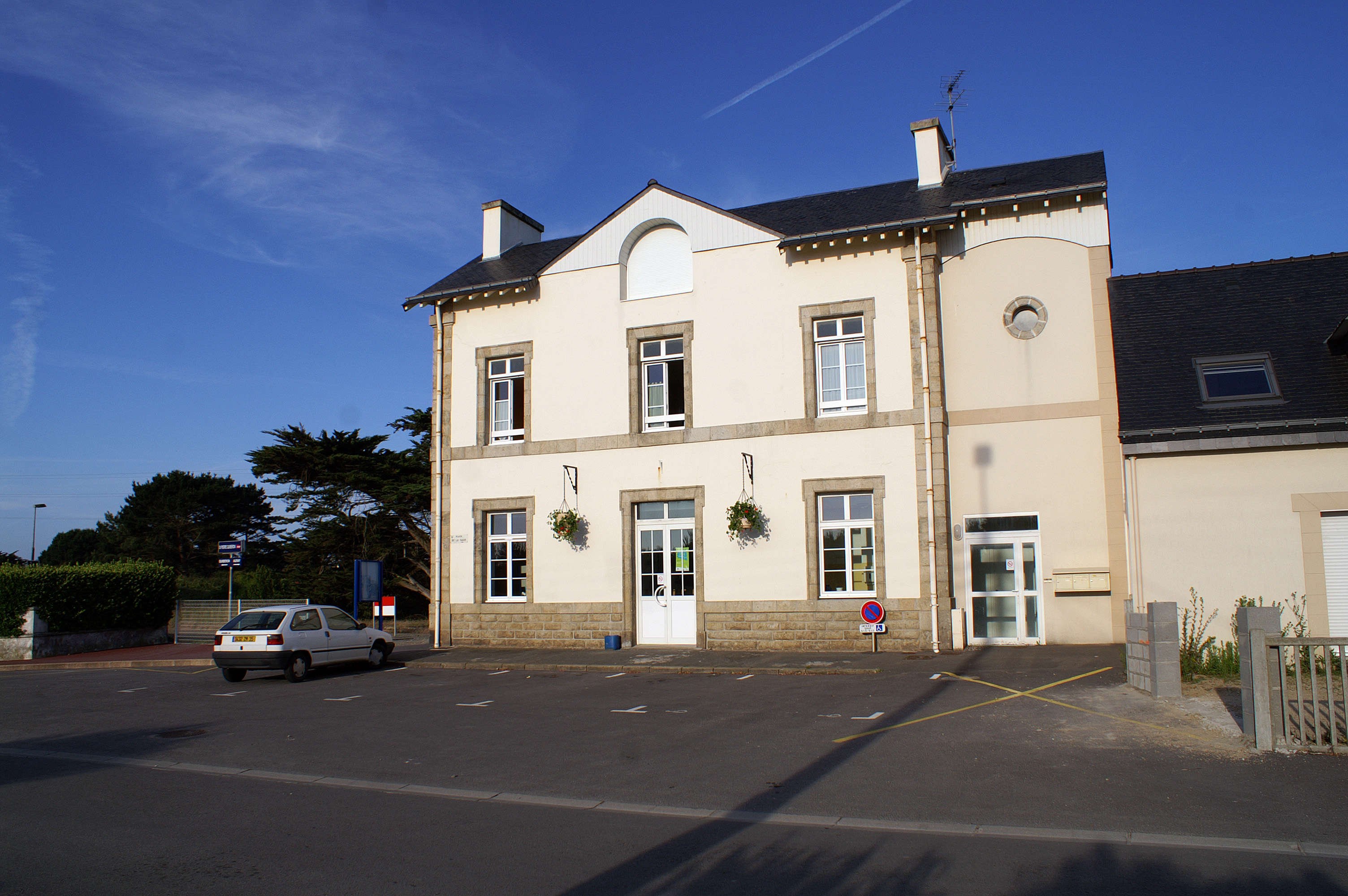
L'ancien bv remanié.